# Théodose II d'Abkhazie
Théodose II d’Abkhazie (en géorgien თეოდოს, Theodos) est un roi d’Abkhazie de la dynastie des Antchabadzé qui règne de 806 à 845, selon les sources géorgiennes citées par Marie-Félicité Brosset, de 810-836/837 selon Cyrille Toumanoff, ou encore de 828 à 855 d’après les hypothèses récentes de Christian Settipani.

## Biographie
Le Divan des rois d'Abkhazie ne précise pas le nom de son père mais lui attribue un règne de 27 ans. La Chronique géorgienne par contre indique qu’il est le fils du second Léon et qu’il avait prêté assistance à Achot le Curopalate dont il est le gendre contre Grigol de Kakhétie. 
Comme son beau-père, Théodose II doit faire face à l’expédition dans le Caucase de Bougha le Turc, chargé par le Calife de faire rentrer dans le rang les princes vassaux aussi bien chrétiens que musulmans. Il est mis en déroute à Cwertzkhob par le général musulman Zirak et Bagrat Ier d'Ibérie, son beau-frère, qui était devenu l’auxiliaire des envahisseurs après la défaite et la mort de son père en 830.
En 831, l’empereur Théophile envoie une armée au secours des Abkhazes mais les Grecs sont constamment vaincus. L'émir Ishâq ibn-Ismâil de Tiflis (833-853) peut alors imposer pour le compte du Calife un tribut au roi d'Abkhazie qui sera versé pendant les décennies 830/840. 
À sa mort, Théosose II, qui ne laisse a priori pas d’héritier de la fille du Curopalate Achot Ier d'Ibérie, a pour successeur son frère cadet Démétrius II d'Abkhazie, qui lui disputait le trône depuis de nombreuses années.

## Sources
- Nodar Assatiani et Alexandre Bendianachvili, Histoire de la Géorgie, Paris, l'Harmattan, 1997, 335 p. [détail des éditions] (ISBN 2-7384-6186-7, présentation en ligne), p. 100.
- Marie-Félicité Brosset, Histoire de la Géorgie.
- Cyrille Toumanoff, Les dynasties de la Caucasie chrétienne de l'Antiquité jusqu'au XIXe siècle : Tables généalogiques et chronologiques, Rome, 1990, p. 74 et 535.
- Christian Settipani, Continuité des élites à Byzance durant les siècles obscurs. Les princes caucasiens et l'Empire du VIe au IXe siècle, Paris, de Boccard, 2006, 634 p. [détail des éditions] (ISBN 978-2-7018-0226-8), p. 464-465.